# Skipness
Skipness (in lingua gaelica scozzese: Sgibinis,  pronuncia IPA: /sɡ̊ʲib̊ɪnɪʃ/) è un villaggio della costa orientale del Kintyre, in Scozia, che si trova a poche miglia a sud di Tarbert, di fronte all'isola di Arran.
A Skipness si trova un castello diroccato e la Cappella Kilbrannan, che contiene alcune rare lapidi. Sia il castello che la cappella risalgono al XIII secolo e sono gestiti da Historic Scotland. Vi è anche un caffè che serve pesce fresco pescato nell'area, e birra prodotta su Arran, che si può vedere da quasi ovunque a Skipness. A Port na Chrò vi sono cottage che vengono affittati, e si trovano vicini alla spiaggia.
Molti dei cottage hanno le proprie barche, e durante i mesi estivi si possono pescare sgombri e merluzzi. Vi sono moltissimi sentieri ed itinerari che attraversano Skipness, e alcuni percorsi più brevi si trovano nella pittoresca tenuta di Skipness. Nel villaggio c'è un solo negozio che vende generi di base; nelle vicine comunità di Tarbert e Campbeltown vi sono maggiori servizi.

## Collegamenti esterni

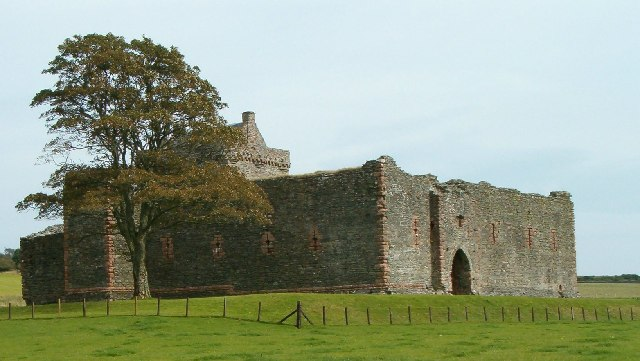
Castello di Skipness